# Werner Fenz
Werner Fenz (* 21. Juli 1944 in Graz; † 24. Juni 2016 ebenda) war ein österreichischer Kunsthistoriker, Ausstellungskurator und langjähriger Leiter des Instituts für Kunst im öffentlichen Raum Steiermark.

## Leben
Werner Fenz studierte bis 1970 Kunstgeschichte, Germanistik und Archäologie in Graz und Wien. Ab 1969 war er wissenschaftlicher Mitarbeiter an der Neuen Galerie am Landesmuseum Joanneum, wo er von 1993 bis 1997 die Galerie leitete. Ab 1998 war Fenz Projektkurator in der Kulturabteilung des Landes Steiermark und im Kulturamt der Stadt Graz. Mit 2003 war Fenz wieder Mitarbeiter des Landesmuseums Joanneum. 2006 bis 2009 war Fenz Abteilungsleiter des Künstlerhaus Graz. Von 2006 bis 2011 war er Leiter des Instituts für Kunst im öffentlichen Raum Steiermark. Er kündigte wegen einer laut ihm „untragbaren Situation“.
Werner Fenz war mehrmals Mitglied des Bundesbeirats für Fotografie. Er war im niederösterreichischen Gutachtergremium für Kunst im öffentlichen Raum und für die künstlerische Gestaltung des Regierungsviertels der neuen Landeshauptstadt St. Pölten verantwortlich. Er gehörte der steirischen Kunst-und-Bau-Jury an sowie der Kunstjury für das Projekt LKH 2000 in Graz.
Ab 1970 hatte Werner Fenz einen Lehrauftrag für Kunstgeschichte an der Kunstgewerbeschule Graz und ab 1976 an der Pädagogischen Akademie der Diözese Graz-Seckau und ab 1979 am Institut für Kunstgeschichte der Karl-Franzens-Universität Graz. 1995 habilitierte er sich für Neueste Kunstgeschichte. Seine Projekt- und Forschungsschwerpunkte waren Kunst im öffentlichen Raum, Fotografie und Gegenwartskunst.

## Familie
Werner Fenz war mit Ulrike Fenz-Kortschak verheiratet, Daniel Kortschak ist der gemeinsame Sohn.

## Stipendium
Ab 2020 wird vom Kulturreferat der Stadt Graz das Werner-Fenz-Stipendium für Kunst  im öffentlichen Raum ausgeschrieben und biennal vergeben.

## Publikationen
- Koloman Moser, 1868–1918, Gemälde, Graphik. Katalog der Ausstellung, Neue Galerie am Landesmuseum Johanneum, Graz 1969.
- mit Horst Schweigert: Neuerwerbungen 1966–1969. Neue Galerie am Landesmuseum Johanneum. Gemälde, Objekte, Plastiken. Katalog der Ausstellung, Neue Galerie am Landesmuseum Johanneum, Graz 1970.
- mit Horst Schweigert: Georg Brucks 1880–1969. Gemälde, Grafik. Katalog der Ausstellung im Ecksaal des Landesmuseums Joanneum, Neue Galerie am Landesmuseum Janneum, Graz 1970.
- Karl Anton Wolf. Materialbilder, Plastik, Grafik. Katalog der Ausstellung, Neue Galerie am Landesmuseum Joanneum, Graz 1972.
- Hans Bauer. 1915–1947. Gemälde, Grafik. Katalog der Ausstellung im Ecksaal des Landesmuseums Joanneum, Neue Galerie am Landesmuseum Joanneum, Graz 1972.
- Erich Tschinkel. Bilder. Katalog der Ausstellung im Ecksaal des Landesmuseums Joanneum, Neue Galerie am Landesmuseum Joanneum, Graz 1972.
- Koloman Moser. Graphik, Kunstgewerbe, Malerei. Hochschule für Angewandte Kunst Wien (Hrsg.), Residenz-Verlag, Salzburg 1984, ISBN 3-7017-0369-8.
- Im Zentrum der Grazer Altstadt gegenüber Kastner & Öhler. Skulpturen, Plastiken, Objekte der Gegenwart. Idee von Werner Fenz, Konzept und Gestaltung von Werner Fenz und Sabine Eck, Neue Galerie am Landesmuseum Joanneum, Graz 1984.
- Ditha Moser Whist. Piatnik Edition, Reprint, Wien 1985, ISBN 3-900300-16. – Whist-Spielkarten, gestaltet von Ditha Moser, Wiener Werkstätte, 1905. – online bei a.trionfi.eu
- Kunst im öffentlichen Raum Steiermark. Projekte 2007–2008. Art in public space Styria. Übersetzt von Robin Benson u. a., Springer, Wien 2010, ISBN 978-3-7091-0118-6.
- mit Hansjörg Bader, Evelyn Kraus: Heinz Hartwig. Herausgegeben von Herbert Nichols-Schweiger, Buch und DVD, Leykam, Graz 2012, ISBN 978-3-7011-7810-0.